# 12952 Joerivanleeuwen
12952 Joerivanleeuwen eller 1102 T-2 är en asteroid i huvudbältet som upptäcktes den 29 september 1973 av den nederländsk-amerikanske astronomen Tom Gehrels och det nederländska astronomparet Ingrid van Houten-Groeneveld och Cornelis Johannes van Houten vid Palomarobservatoriet. Den är uppkallad efter Joeri van Leeuwen.
Den tillhör asteroidgruppen Koronis.